# Aéroport de Sarasota-Bradenton
L'aéroport de Sarasota-Bradenton (code IATA : SRQ • code OACI : KSRQ • code FAA : SRQ), officiellement l'aéroport international de Sarasota-Bradenton (en anglais : Sarasota–Bradenton Airport et Sarasota–Bradenton International Airport, respectivement), est un aéroport américain situé au sud de la baie de Tampa, dans l'État de Floride.
Ouvert en 1942, il se trouve à cheval entre le comté de Sarasota au sud et le comté de Manatee au nord, 4,8 km au nord du centre-ville de Sarasota et 9,7 km au sud de Bradenton,.

## Situation
| Daytona Beach Fort Lauderdale Fort Myers Gainesville Jacksonville Key West Orlando-Melbourne Miami Orlando Orlando-Sanford Panama City Pensacola Punta Gorda Sarasota-Bradenton St. Augustine St. Petersburg-Clearwater Tallahassee Tampa Valparaiso Palm Beach Naples Vero Beach |

## Compagnies aériennes et destinations
| Compagnies        | Destinations                                               |
| ----------------- | ---------------------------------------------------------- |
| Air Canada Rouge  | Toronto (Pearson)                                          |
| American Airlines | En saison : Charlotte-Douglas                              |
| American Eagle    | Charlotte-Douglas, Washington-Reagan                       |
| Delta Air Lines   | Atlanta H.-Jackson En saison : Détroit, New York-LaGuardia |
| Delta Connection  | En saison : New York-John F. Kennedy, New York-LaGuardia   |
| Elite Airways     | Portland (Maine), Tallahassee                              |
| JetBlue Airways   | New York-John F. Kennedy En saison: Boston Logan           |
| United Airlines   | En saison : Chicago-O'Hare, Newark-Liberty                 |
| United Express    | En saison : Chicago-O'Hare, Newark-Liberty                 |
| WestJet           | En saison : Toronto (Pearson)                              |

## Galerie

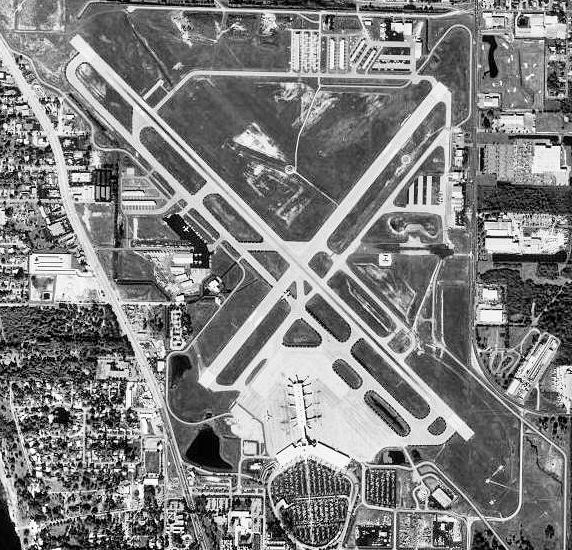
Image satellitaire (1998).
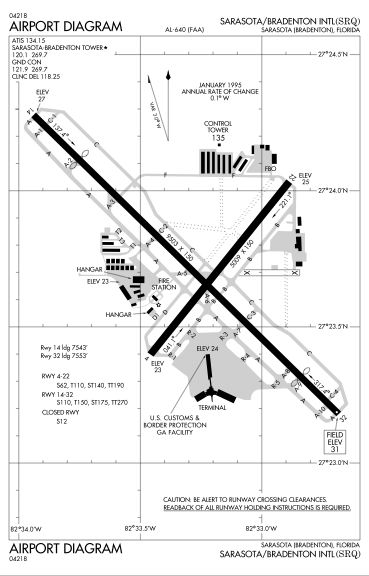
Carte (2004).